# جیانگوان، گوانگدونگ
جیانگوان، گوانگدونگ (به لاتین: Jiangwan) یک شهرک در جمهوری خلق چین است که در ووژیانگ واقع شده‌است.